# Chanceaux-près-Loches
Chanceaux-près-Loches is een gemeente in het Franse departement Indre-et-Loire (regio Centre-Val de Loire) en telt 147 inwoners (2004). De plaats maakt deel uit van het arrondissement Loches.

## Geografie
De oppervlakte van Chanceaux-près-Loches bedraagt 14,0 km², de bevolkingsdichtheid is 10,5 inwoners per km².
De onderstaande kaart toont de ligging van Chanceaux-près-Loches met de belangrijkste infrastructuur en aangrenzende gemeenten.

## Demografie
Onderstaande figuur toont het verloop van het inwonertal (bron: INSEE-tellingen).